# Lycée Stanislas (Wissembourg)
Pour les articles homonymes, voir Lycée Stanislas.
Le lycée Stanislas est un lycée polyvalent (enseignement général, technique et professionnel) public situé dans la ville de Wissembourg dans le département du Bas-Rhin, en région Grand Est (composée notamment de l'ancienne région administrative Alsace).

## Histoire
Il tire son nom du roi Stanislas Leszczynski, roi de Pologne puis duc de Lorraine. En effet vers 1720, celui-ci, chassé du trône de Pologne, se retire momentanément à Wissembourg, dans un hôtel particulier, qui deviendra le collège Stanislas et sert actuellement d'hôpital, et qui est à l'origine du lycée actuel.
Le lycée a ensuite été transféré dans l'ancienne Commanderie de chevaliers teutoniques vers 1875
Le bâtiment actuel du lycée a été construit en 1993, et fait partie de la nouvelle génération d'établissements scolaires (4 % des lycées et collèges d'Alsace sont de construction récente). Les architectes en sont Roger Hemmerle de Schiltigheim (Bas-Rhin) et Mongiello & Plisson de Colmar (Haut-Rhin) . Ses espaces verts en font un cadre agréable pour les élèves et le personnel.
Le lycée Stanislas est aussi doté d'un internat, accueillant tous les élèves qui souhaitent suivre une filière spécifique du lycée :
- la filière structures métalliques,
- l'option arts "cinéma et audiovisuel",
- les sciences économiques et sociales (SES),
- l'Abibac : préparation de l'Abitur allemand et du baccalauréat français (pour les sections d'enseignement général),
- MPI (mesures physiques et informatique) donnant aux élèves les bases de l'électricité pour les programmes de 1re et terminale scientifiques.

Les performances du lycée se situent deux à trois points au-dessus des moyennes de l'académie et nationale, pour la réussite des examens et la capacité de l'établissement à garder ses élèves, en difficulté ou non.

## Structures
Le lycée dispose de 4 "bâtiments" distincts disposés parallèlement...
Chaque bâtiment est divisé en "zones" de couleurs différentes (peinture des murs, contour des portes, couleur des chaises)... Chaque zone contient environ 6 à 8 salles de cours.
- Le bâtiment A contient les "ateliers", où se trouvent le plus souvent les élèves des filières professionnelles, par exemple les élèves de filière Maintenance des systèmes mécaniques automatisés...
- Le bâtiment B est annexe au bâtiment A, il accueille également le plus souvent les élèves de filières professionnelles pendant les heures dites "théoriques", ce bâtiment dispose de salles de dessin, de salles informatiques, etc.
- Le bâtiment C est le plus grand des bâtiments du lycée Stanislas. Il s'étale sur 3 étages en hauteur et sur 6 "zones" en longueur. Le premier étage est un étage d'enseignement général, à l'exception de la première zone qui est consacrée aux arts et cinéma... Le second étage est un étage d'enseignement linguistique et d'histoire-géographie. Le dernier étage comporte les zones dites "scientifiques" par exemple : les salles informatiques, les salles de physique, de chimie, de sciences de vie et de la terre... La dernière zone du bâtiment : La zone 6 de couleur violette, est réservée à l'enseignement tertiaire, aux salles de réunion, ainsi qu'aux salles de travail des élèves.

Deux passerelles couvertes relient les bâtiments B et C. De même, un bâtiment couvert relie le premier étage du bâtiment B et C, il donne l'accès à l'administration, au CDI et dispose d'une grande structure circulaire en verre qui, depuis la cour et le rez-de-chaussée, donne accès aux étages et au foyer des élèves, un endroit décoré, et fait sur mesure pour les élèves...
- Le bâtiment D ne mérite pas vraiment l'appellation de bâtiment au sens strict, puisque tous les « morceaux » de bâtiment ne sont pas reliés entre eux. Néanmoins, les zones composant le bâtiment D sont l'internat, le réfectoire scolaire ainsi que les bâtiments résidentiels du personnel...

## Personnalités (enseignants et anciens élèves)
- Michel Walter, professeur et homme politique catholique (député du Bas-Rhin de 1920 à 1940) (Haguenau 5 février 1884, Saverne 29 janvier 1947) a eu son premier poste de professeur au lycée (en 1905).

## Palmarès

### Classement[3][réf. obsolète]
Le lycée Stanislas occupe la 3e place des meilleurs lycées du Bas-Rhin avec une note de 19,5/20, d'après un classement de L'Internaute. Il est précédé par deux lycées privés, il est donc le premier lycée public du Bas-Rhin. Il occupe la 4e place au niveau régional (Alsace) et la 22e place au niveau national. Les chiffres ont été publiés en mars 2017.

#### Taux de réussite au baccalauréat 2016
- Filières générales et technologiques[4]

| Série             | Taux constaté (en %) | Taux attendu (en %) | Valeur ajoutée | Effectif (nombre d'élèves présents au bac) |
| ----------------- | -------------------- | ------------------- | -------------- | ------------------------------------------ |
| Toutes les séries | 99                   | 95                  | +4             | 335                                        |
| Générales         | 97                   | 95                  | +2             | 216                                        |
| L                 | 96                   | 96                  | 0              | 27                                         |
| ES                | 98                   | 94                  | +4             | 89                                         |
| S                 | 98                   | 97                  | +1             | 100                                        |
| Technologiques    | 100                  | 95                  | +5             | 119                                        |
| STMG              | 100                  | 95                  | +5             | 57                                         |
| STI2D             | 100                  | 96                  | +4             | 32                                         |
| ST2S              | 100                  | 95                  | +5             | 30                                         |

- Filières professionnelles[5]

| Secteur d'activité                     | Taux constaté (en %) | Taux attendu (en %) | Valeur ajoutée | Effectif (nombre d'élèves présents au bac) |
| -------------------------------------- | -------------------- | ------------------- | -------------- | ------------------------------------------ |
| Tous domaines                          | 86                   | 83                  | +3             | 101                                        |
| Mécanique, électricité, électronique   | 82                   | 82                  | 0              | 55                                         |
| Ensemble Production                    | 82                   | 82                  | 0              | 55                                         |
| Spécialités plurivalentes des services | 91                   | 84                  | +7             | 46                                         |
| Ensemble Services                      | 91                   | 84                  | +7             | 46                                         |